# افدرین
افدرین به انگلیسی: Ephedrine
نام‌های تجارتی: C.A.M. - Vicks Vatronol - Aderin - Ectasule Minus - Efedron - Ephed ll- Slo .Fedrin
طبقه‌بندی فارماکولوژیک: آدرنرژیک (سمپاتومیمتیک)
طبقه‌بندی درمانی: گشادکننده برونش، برطرف‌کننده احتقان بینی، تنگ‌کننده عروق (در فرم تزریقی)
اشکال دارویی: قرص روکش دار ۲۰ میلی‌گرمی، آمپول ۵۰ میلی‌گرم در سی سی (قبلاً آمپول ۲۰ میلی‌گرم در سی سی نیز وجود داشت)

## مکانیسم اثر
اثر برونکودیلاتور از طریق تحریک گیرنده هایβ۲ آدرنرژیک اعمال می‌شود، اثر وازوپرسور از طریق تحریک گیرنده‌های B۱آدرنرژیک اعمال می‌گردد، و اثر ضد احتقان بینی از طریق تحریک گیرنده‌های آلفا-آدرنرژیک در عروق خونی مخاط بینی می‌باشد.
لازم به توضیح است که بر اساس نوشته کتاب کاتزونگ، به‌طور کلی مکانیسم عمل سمپاتومیمتیک‌ها بدین شرح می‌باشد که:
- اثرات گیرنده آلفا-یک با واسطهٔ پروتئین Gq جفت شونده انجام می‌شود و Ip۳(اینوزیتول تری فسفات) و DAG از غشاء رها می‌شود و بدنبال آن، کلسیم رها شده و آنزیم‌ها فعال می‌شوند.
- گیرنده آلفا-دو سبب مهار آدنیلیل سیکلاز از راه پروتئین Gi جفت شونده می‌گردد.
- گیرنده‌های بتا (بتایک- بتادو- بتاسه) از راه پروتئین Gs جفت شونده آدنیلیل سیکلاز را تحریک می‌نمایند و غلظت cAMP درون سلولی را افزایش می‌دهند.
- گیرنده‌های دوپامینی: گیرنده D۱، آدنیلیل سیکلاز را در نورون‌ها و عضلهٔ صاف عروق فعال می‌نماید و گیرنده D۲ در مغز مهم است.

## موارد مصرف
افدرین در مواردی که نیاز به اصلاح هیپوتانسیون یا هیپوتانسیون ارتوستاتیک در بالغین و کودکان وجود دارد، همچنین در برونکواسپاسم حاد و شدید و نیز به عنوان برونکودیلاتور (گشادکنندهٔ برونش) در درمان علامتی آسم و در اسپاسم برگشت‌پذیر برونش ناشی از برونشیت مزمن، آمفیزم و سایر بیماری‌های انسدادی ریه و نیز به عنوان برطرف کنندهٔ احتقان بینی (ضد احتقان) استفاده می‌شود. [قبلاً به عنوان محرک CNS و در درمان نارکولپسی و حالتهای افسردگی نیز کاربرد داشت، اما این کاربرد هم‌اکنون تقریباً منسوخ شده‌است.]

## طریقه مصرف
- اصلاح هیپوتانسیون:

در بالغین: ۲۵ تا ۵۰ میلی‌گرم از راه عضلانیIm یا از راه زیرجلدیSc یا ۱۰ تا ۲۵ میلی‌گرم از راه تزریق آهسته وریدی تجویز می‌شود. در صورت نیاز می‌توان ۵۰ میلی‌گرم دیگر از راه عضلانی یا ۲۵ میلی‌گرم دیگر از راه وریدی تجویز نمود. دوز مجدد وریدی باید در خلال ۵ تا ۱۰ دقیقه تجویز شود. حداکثر دوز روزانه ۱۵۰ میلی‌گرم است.
و درکودکان: روزانه ۳ میلی‌گرم به ازای هر کیلوگرم وزن بدن از راه زیرجلدی یا ۱۰۰ میلی‌گرم به ازای هر مترمربع سطح بدن از راه وریدی و منقسم در چهار تا شش دوز تجویز می‌شود.
- در هیپوتانسیون ارتوستاتیک:

در بالغین: ۲۵ میلی‌گرم از راه خوراکی یک تا چهار بار در روز تجویز می‌شود.
در کودکان: روزانه ۲ تا ۳ میلی‌گرم به ازای هر کیلوگرم وزن بدن یا ۱۰۰ میلی‌گرم به ازای هر مترمربع از راه خوراکی، منقسم در چهار تا شش دوز تجویز می‌شود.
- به عنوان برونکودیلاتور (گشادکننده برونش) و ضد احتقان:

در بالغین: ۲۵ تا ۵۰ میلی‌گرم خوراکی هر ۳ تا ۴ ساعت، درصورت نیاز تجویز می‌شود.
در کودکان: ۲ تا ۳ میلی‌گرم به ازای هر کیلوگرم وزن بدن یا ۱۰۰ میلی‌گرم به ازای هر متر مربع از سطح بدن، از راه خوراکی منقسم در ۴ تا ۶ دوز تجویز می‌شود.
- در برونکواسپاسم حاد و شدید:

در بالغین ۱۲٫۵ تا ۲۵ میلی‌گرم از راه عضلانی، زیرجلدی یا وریدی تجویز می‌شود.

## موارد منع مصرف
این دارو در گلوکوم زاویه بسته (گلوکوم زاویه باریک)، در خلال بیهوشی عمومی با هالوتان و نیز در سایکونوروزها نباید مصرف شود.
ضمناً در موارد ابتلا به هیپرتانسیون و هیپوتیروئید و نیز در بیماران مسن، بیماران دیابتی و بیماران قلبی از این دارو باید با احتیاط استفاده کرد.

## عوارض جانبی
- در دستگاه عصبی مرکزی: عصبی شدن، اضطراب، آژیتاسیون، تحریک پذیری، بی‌قراری، بی خوابی، ضعف، سرگیجه، ورتیگو، ترمور، رفلکس‌های هیپواکتیو، کنفوزیون، هذیان، سرخوشی.
- در قلب و عروق: هیپرتانسیون، تپش قلب، تاکیکاردی، دیس ریتمی، درد پره کوردیال.
- در دستگاه گوارش: تهوع، استفراغ، دیسترس اپی گاستریک خفیف، بی اشتهایی.
- در دستگاه ادراری: احتباس ادراری، اشکال در ادرار کردن، پریاپیسم.
- سایر عوارض: تب، رنگ پریدگی، خشکی دهان و حلق و بینی، اشکال در تعریق، تاکی فیلاکسی.